# MOMO
MOMO è un'azienda di design italiana, produttrice di cerchi in lega e accessori per automobili e motocicli anche da competizione.
La sigla MOMO sta per Moretti-Monza perché la prima corsa fu effettuata proprio su questo autodromo.

## Storia

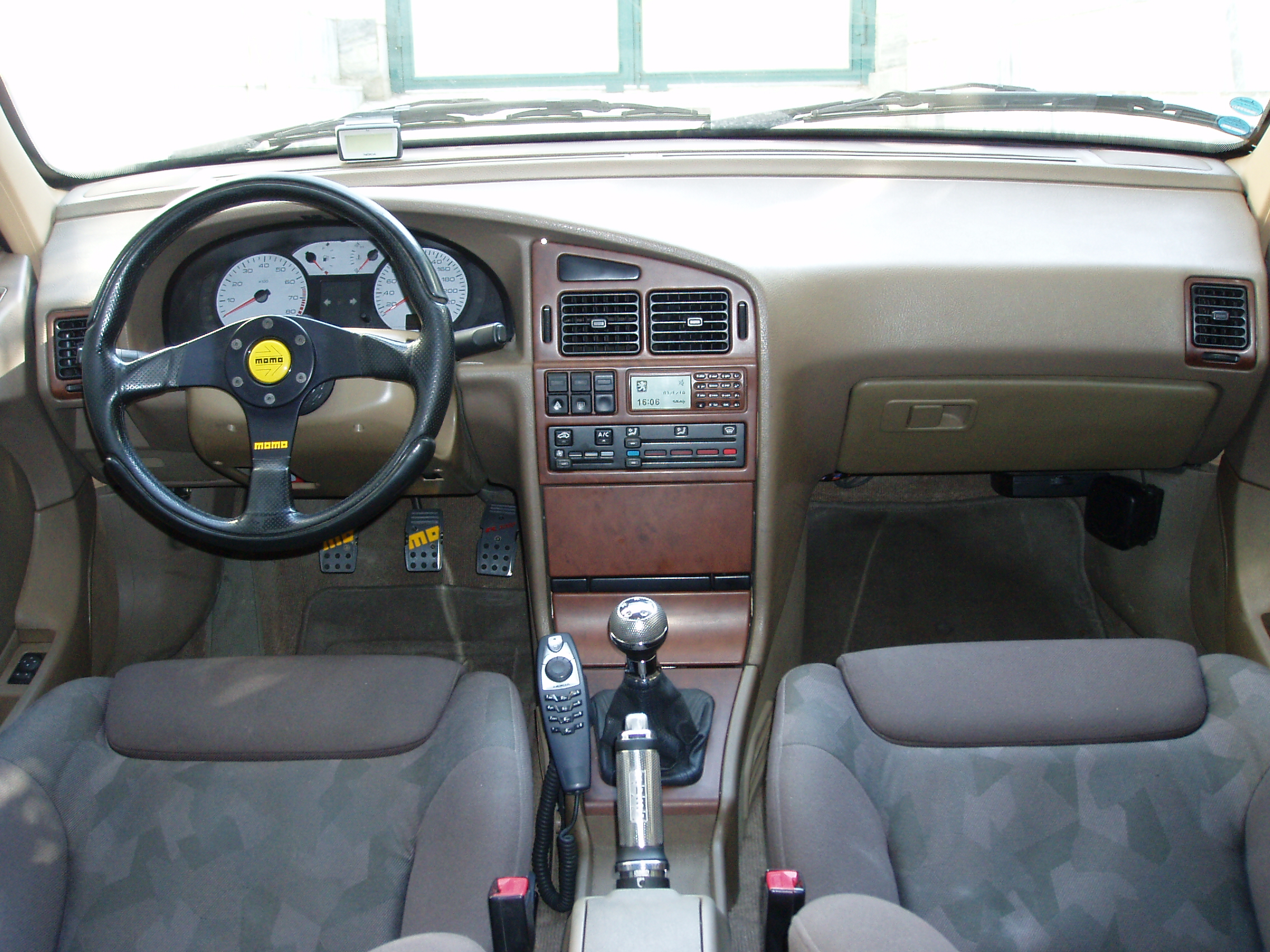
Interno di autovettura con accessori MOMO

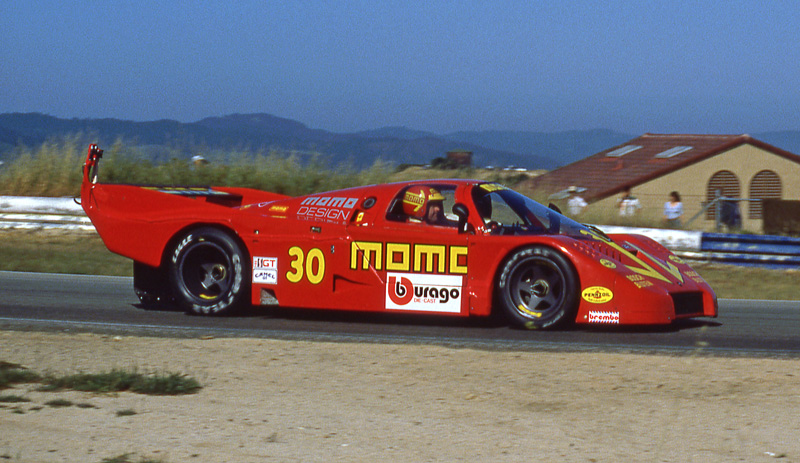
Gianpiero Moretti - IMSA Camel GT 1984 a Laguna Seca

Fondata da un pilota amatoriale, Gianpiero Moretti, l'azienda si fece conoscere dal grande pubblico quando, nel 1964, il pilota di Formula 1 John Surtees, guidando una Ferrari e incuriosito dal volante che vi era installato, volle provarlo sulla sua monoposto.
Si trattava di un volante dotato di un'impugnatura più spessa rispetto ai normali volanti da competizione.
La Ferrari di Surtees equipaggiata con il volante MOMO fu la vettura che, a fine campionato, vinse il titolo iridato.
Fu allora che Moretti decise di trasformare la propria passione in una realtà industriale.
In una prima fase, la produzione era limitata a prodotti per le competizioni, ma a partire dagli anni settanta l'azienda allargò i propri orizzonti, diversificando le linee di prodotto e creando nel 1981 Momo Design, un centro stile specializzato nella ricerca e nello sviluppo del "car design" e voluto dal direttore generale dell'epoca, Marco Cattaneo, ex compagno di università di Moretti e in azienda dal 1974.
Avviò quindi la produzione di cerchi in lega leggera e di volanti per le vetture stradali, sia per il mercato aftermarket, sia come primo equipaggiamento, a cominciare proprio dalle Ferrari.
Alla fine degli anni ottanta, venne siglata la collaborazione con Rolls-Royce per la fornitura di primo equipaggiamento, e a questa seguirono molte altre case automobilistiche, quali Aston-Martin, Citroën, Daihatsu, Fiat, Honda, Isuzu, Mazda, Mitsubishi, Nissan, Opel, Porsche, Peugeot, Renault, Saab, Subaru, Suzuki, Toyota, Volkswagen e Volvo.
Nel frattempo, Momo continuava a raccogliere successi nelle più importanti competizioni automobilistiche: per citarne alcune, lo stesso Giampiero Moretti vinse la 24 ore di Daytona nel 1998 al volante della Ferrari 333 SP, e il team Brabham vinse il titolo di Formula 1 nel 1983, con le vetture dotate delle prime ruote in lega leggera da competizione firmate Momo.
Mario Andretti, Ayrton Senna, Nigel Mansell, Nelson Piquet, Michele Alboreto, Michael Schumacher, e prima di loro Niki Lauda, Jackie Stewart e Clay Regazzoni sono solo alcuni tra i più grandi piloti di tutti i tempi ad aver corso equipaggiati con prodotti Momo.
Il 1993 è l'anno della nascita di Momo Corse, divisione specializzata nella produzione di abbigliamento ignifugo per piloti e scuderie.
Nel 1995, avvenne la prima svolta: la società fu ceduta da Moretti a Breed Technologies, colosso industriale americano e leader mondiale nella produzione di volanti con Airbag.
Breed Technologies venne successivamente acquisita da Carlyle Management Group, un importante fondo di investimento, che la fuse con altre aziende del settore Automotive già di sua proprietà, allo scopo di creare la Key Safety Systems nel 2003.
Proprio il 2003 fu l'anno nel quale il logo aziendale fu sottoposto a un significativo restyling, con l'aggiunta di un “Italy” rosso, a significare l'importanza dell'origine italiana dell'azienda.
Già dal 1998 Momo Design, il centro stile, è tornato italiano: Marco Cattaneo si stacca dal gruppo americano rilevando il marchio e iniziando un'attività autonoma in settori estranei alle macchine: caschi per moto, orologi, occhiali, abbigliamento, profumi.
A partire dal 2005 anche MOMO è nuovamente di proprietà italiana, con sede legale a Milano, una filiale negli Stati Uniti e distributori in tutto il mondo: l'azienda commercializza i propri prodotti a marchio MOMO e MOMO CORSE per il mercato aftermarket in oltre 60 Paesi, nei 5 continenti. L'amministratore delegato, Massimo Ciocca, è in forza all'azienda dal 1989.
Nonostante un sempre maggiore focus di Momo sulla ruota in lega leggera, l'azienda ha proseguito la propria attività anche nel mondo delle corse: ne sono un esempio i campionati GP2 in Europa e Asia, e NASCAR negli Stati Uniti, dove Momo si è affermata come principale fornitore di volanti.
Nel 2009 venne lanciato il marchio Reds, una linea di ruote in lega ideata per completare verso il basso la gamma e offrire al mercato un prodotto caratterizzato da un design più appariscente e da un prezzo più accessibile.
Momo è stata la prima azienda al mondo a ideare e produrre il mozzo di tipo collassabile per volante, in grado di assorbire urti di notevole entità con una deformazione programmata, innalzando così il livello di sicurezza raggiunto fino a quel momento.